# Bojan Biołczew
Bojan Biołczew (bułg. Боян Биолчев; ur. 1942 w Sofii) – bułgarski pisarz, filolog (polonista), scenarzysta; w latach 1999–2007 rektor Uniwersytetu Sofijskiego.

## Życiorys
Ukończył studia polonistyczne na Uniwersytecie Jagiellońskim. W 1969 podjął studia magisterskie na Uniwersytecie Sofijskim. Jego praca doktorska dotyczyła twórczości Stanisława Wyspiańskiego. W 1982 uzyskał stopień doktora habilitowanego na podstawie rozprawy dotyczącej tożsamości i tradycji europejskich w poezji polskiego renesansu. Od 1992 jest kierownikiem Zakładu Literatur Słowiańskich. Dwukrotnie pełnił funkcję kierownika Katedry Slawistyki. W 1996 uzyskał tytuł profesora.
W latach 1980–1991 był redaktorem naczelnym gazety Uniwersytetu Sofijskiego. Od 2018 roku jest przewodniczącym Rady Społecznej BNT. Jest uczestnikiem i popularyzatorem wypraw antarktycznych, a także mężem reżyserki filmowej, Mariany Evstatievy.
Odznaczony Krzyżem Oficerskim (2000) oraz Komandorskim (2014) Orderu Zasługi Rzeczypospolitej Polskiej.
Jego żoną jest Mariana Evstatieva.

## Twórczość
Opublikował ponad dwieście prac naukowych z dziedziny literaturoznawstwa oraz kulturoznawstwa. Napisał scenariusz do sześciu filmów fabularnych oraz dwóch filmów dokumentalnych. Autor powieści i opowiadań tłumaczonych na kilka języków europejskich.

## Wybrane publikacje
- Po drugiej stronie mitu. Adam Bernard Mickiewicz. Pomiędzy aureolą wieszcza i homoludens. Kraków: Wydawnictwo Universitatis, 2001. ISBN 83-242-0069-X.
- Stanisław Wyspiański i dawna polska historia. „Postscriptum Polonistyczne” 2013, nr 2: Polonistyka w Bułgarii: wczoraj i dziś, red. K. Bachnewa, M. Grigorowa, G. Symeonowa-Konach, J. Tambor, s. 101–111. ISSN 1898-1593[3].

### Twórczość prozatorska
- Blizna. Kraków: Wydawnictwo Scriptum, 2021. ISBN 978-83-66812-13-0.